# Clerodendrum bosseri
Clerodendrum bosseri là một loài thực vật có hoa trong họ Hoa môi. Loài này được Capuron mô tả khoa học đầu tiên năm 1972.